# Johann Friedrich Probst (Kupferstecher)
Johann Friedrich Probst (* 1721 in Augsburg; † 1781 ebenda) war ein deutscher Kupferstecher, Verleger und Herausgeber.

## Leben
Johann Friedrich Probst war der Sohn des Kupferstechers und Verlegers Johann Balthasar Probst und Enkel von Jeremias Wolff. Probst schuf zahlreiche eigene Werke, die er auch selbst vertrieb. Auch Stadtansichten sowie mehrere Landkarten seines Großvaters zählten dazu.

## Bekannte Werke (Auswahl)

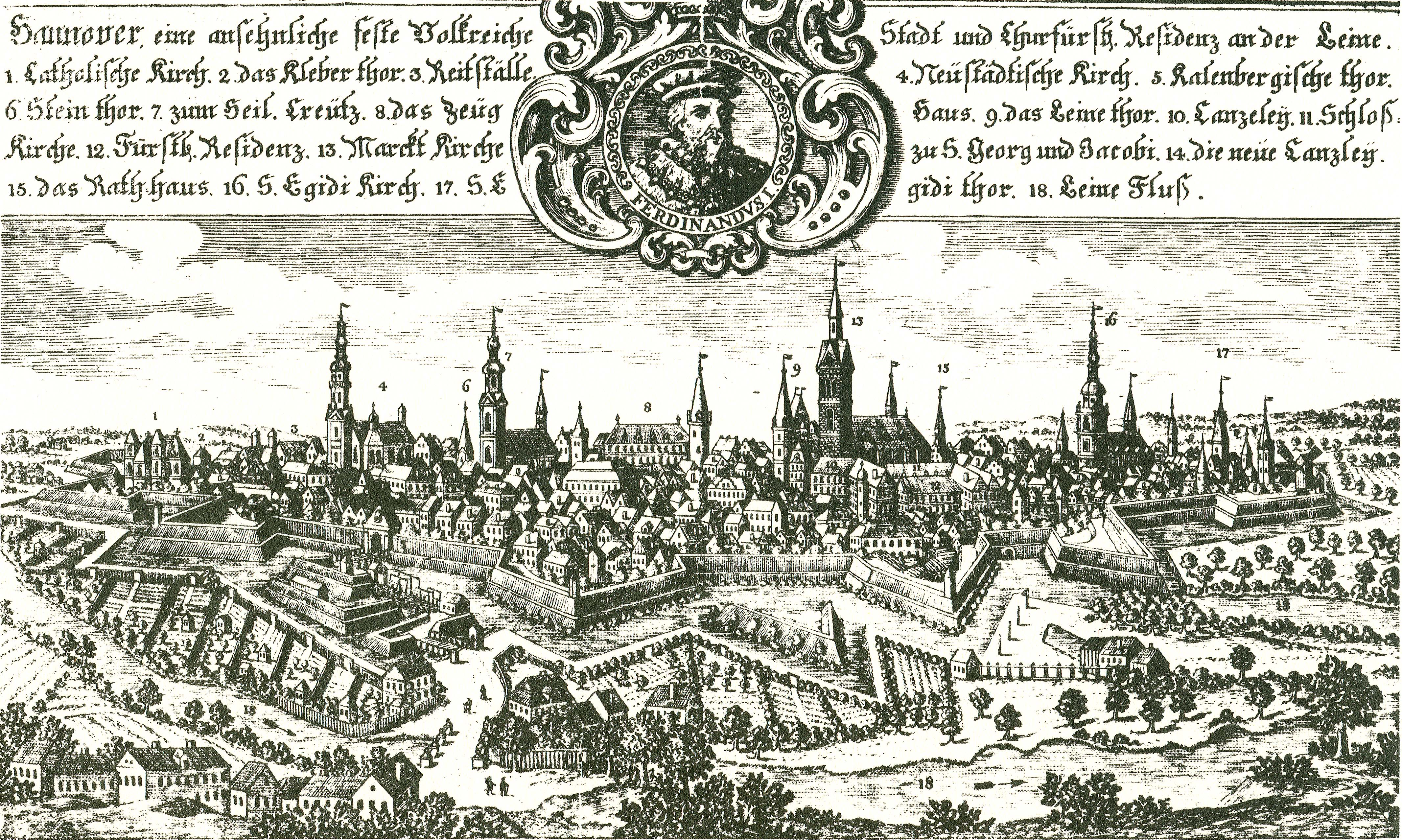
Hannover von Westen; um 1785 nach Probst geschaffener Nachstich der ursprünglich um 1730 von Werner geschaffenen Stadtansicht

- Nach Vorlagen des Kupferstechers Friedrich Bernhard Werner schuf Probst
  - eine Stadtansicht von Nürnberg, herausgegeben von Probst und Jeremias Wolffs Erben;[1]
  - eine ursprünglich um 1730 von Werner gestochene Stadtansicht Hannovers. Die von Probst nach Werner gestochene Ansicht diente dann um 1785 wiederum mindestens einem anderen Kupferstecher zur Vorlage zu einem im Verhältnis schmaleren Nachstich, in dem andererseits alle Höhen übersteigert wiedergegeben wurden.[3]